# Bo Xilai
Bo Xilai, född 3 juli 1949 i Peking, är en kinesisk före detta kommunistisk politiker på ledande nivå. Fram till dess att han avsattes från alla sina positioner under uppmärksammade former våren 2012, räknades han till partiets "kronprinsar" och han tillhörde den femte generationens ledare i Folkrepubliken Kina. Den 22 augusti 2013 ställdes han inför rätta i Jinan, anklagad för mutbrott och maktmissbruk.

## Bakgrund och uppväxt
Bo Xilai är son till den framstående kommunistledaren Bo Yibo och hade en relativt privilegierad uppväxt. Han har sitt ursprung i Dingxiangs härad i den fattiga Shanxi-provinsen, men föddes och växte upp i Peking. Bo Xilai studerade vid Pekings fjärde mellanskola när Kulturrevolutionen bröt ut 1966 och gick med i en av huvudstadens organisationer för rödgardister, Liandong, "Förenad handling". Bos föräldrar utsattes för svåra förföljelser under Kulturrevolutionen; Bo Yibo fick sitta i fängelse i tio år, medan modern avled under dunkla omständigheter.
På grund av sina aktiviteter under Kulturrevolutionen fick Bo och hans två bröder sitta i "Straffläger 789" i utkanten av Peking i fem år.

## Karriär
Efter att han arbetat på en fabrik i Peking blev han antagen till Pekings universitet, där han avlade en examen i historia 1977. 1982 avlade han också en magisterexamen vid Kinas akademi för samhällsvetenskaper. Han gick med i Kinas kommunistiska parti 1980. Under Deng Xiaopings reformperiod på 1980-talet spelade Bos far Bo Yibo en viktig roll i kinesisk politik som en av "De åtta odödliga" i kommunistpartiet. Det var Bo Yibo som ledde attackerna som ledde till att först Hu Yaobang och sedan Zhao Ziyang avsattes från sina positioner som generalsekreterare för partiet 1987 respektive 1989.
Med stöd från sin far och den före detta presidenten Jiang Zemin, kunde Bo Xilai inleda sin egen politiska karriär i Kinas nordöstra industribälte under 1980-talet, då han även träffade sin blivande maka Gu Kailai. 1993 blev Bo utnämnd till borgmästare i Dalian och blev senare även partisekreterare i staden, där han spelade en framträdande roll i moderniseringen av staden genom statskapitalistiska metoder. Hans och hans hustrus höga profil och karisma gjorde att de kallades Kinas svar på paret Kennedy. 2001 blev han befordrad till guvernör i Liaoning, vilket han var fram till 2004. Han tjänstgjorde sedan som handelsminister i Folkrepubliken Kinas statsråd 2004–2007, där han för första gången fick en internationell profil och blev känd för sina goda kunskaper i engelska, vilket är ovanligt för toppolitiker i Kina.

## Partichef i Chongqing
Från och med 2007 var han partichef i Chongqing och ledamot i kommunistpartiets politbyrå. Under sin tid som partisekreterare i staden 2007–2012 använde han sin ställning för att under uppmärksammade former genomföra sociala reformer och slog ned på den organiserade brottsligheten med hårda och okonventionella metoder. Bo gjorde sig också känd för att uppmuntra framförandet av sånger och politiska slogans från Mao Zedongs tid vid makten och för att tvinga partitjänstemän att tillbringa tid på landsbygden för att "gå ut till folket". Bos personliga karisma och maoistiska profil gjorde honom till en kontroversiell figur i kinesisk politik och han har kallats "den kinesiska politikens rockstjärna". Hans ambitiösa politik ansågs också vara ett försök att vinna inträde i Politbyråns ständiga utskott, Kinas högsta politiska organ, under partikongressen hösten 2012.

## Bo Xilais fall från makten 2012
I februari 2012 avsatte Bo sin polischef Wang Lijun från posten och denne flydde ett par dagar senare till USA:s generalkonsulat i Chengdu, där Wang stannade i 30 timmar innan han överlämnade sig till kinesiska myndigheter. Wangs motiv för flykten var inledningsvis oklara, men incidenten utlöste en maktkamp inom KKP:s ledning och i mars-april 2012 avsattes Bo från sina poster som partisekreterare i Chongqing och ledamot i politbyrån på grund "brott mot partiets disciplin". Bo Xilai skall bland annat ha avlyssnat högt uppsatta partifunktionärer för att främja sina chanser att bli invald i partiledningen. Den politiska uppståndelsen blev än större när de kinesiska myndigheterna kungjorde att Bos hustru Gu Kailai var misstänkt för att ha mördat den brittiske affärsmannen Neil Heywood i november 2011 efter en konflikt om affärstransaktioner. Avsättningen av Bo och mordanklagelserna mot Gu anses vara den allvarligaste krisen för det kinesiska ledarskapet på tjugo år.

## Rättsligt efterspel
Den 9 augusti 2012 ställdes Gu Kailai inför rätta i en domstol i provinsstaden Hefei och bestred ej anklagelsen om mord. Den 20 augusti tillkännagav domstolen att Gu dömts till döden med en prövotid på två år, vilket sannolikt innebär att straffet omvandlas till livstids fängelse. I september 2012 uteslöts Bo Xilai ur Kinas kommunistiska parti och kan bli föremål för brottsutredning.
Efter att ha hållits i fängsligt förvar i drygt ett år ställdes Bo Xilai inför rätta vid Jinans mellandomstol den 22 augusti 2013, anklagad för mutbrott och maktmissbruk. Rättegången är en av den största skandalerna som drabbat kommunistpartiet på flera decennier och har fått stor uppmärksamhet i kinesiska medier, inte minst då domstolen i Jinan använt mikrobloggen Weibo.com för att uppdatera allmänheten.